# Museum Van der Hoop
Museum Van der Hoop (Musée Van der Hoop) was van 1855 tot 1885 een museum in Amsterdam dat de schilderijencollectie van de bankier Adriaan van der Hoop toonde die de gemeente Amsterdam na zijn dood had geërfd.
Het museum was gevestigd in de Oudemanhuispoort. De museumcollectie kreeg bij de opening van het Rijksmuseumgebouw in 1885 een eigen zaal aldaar. De verzameling van 258 werken werd later samengevoegd met die van het Rijksmuseum en vormt een deel van de huidige topstukken waaronder Het Joodse bruidje van Rembrandt en de Brieflezende vrouw van Johannes Vermeer.

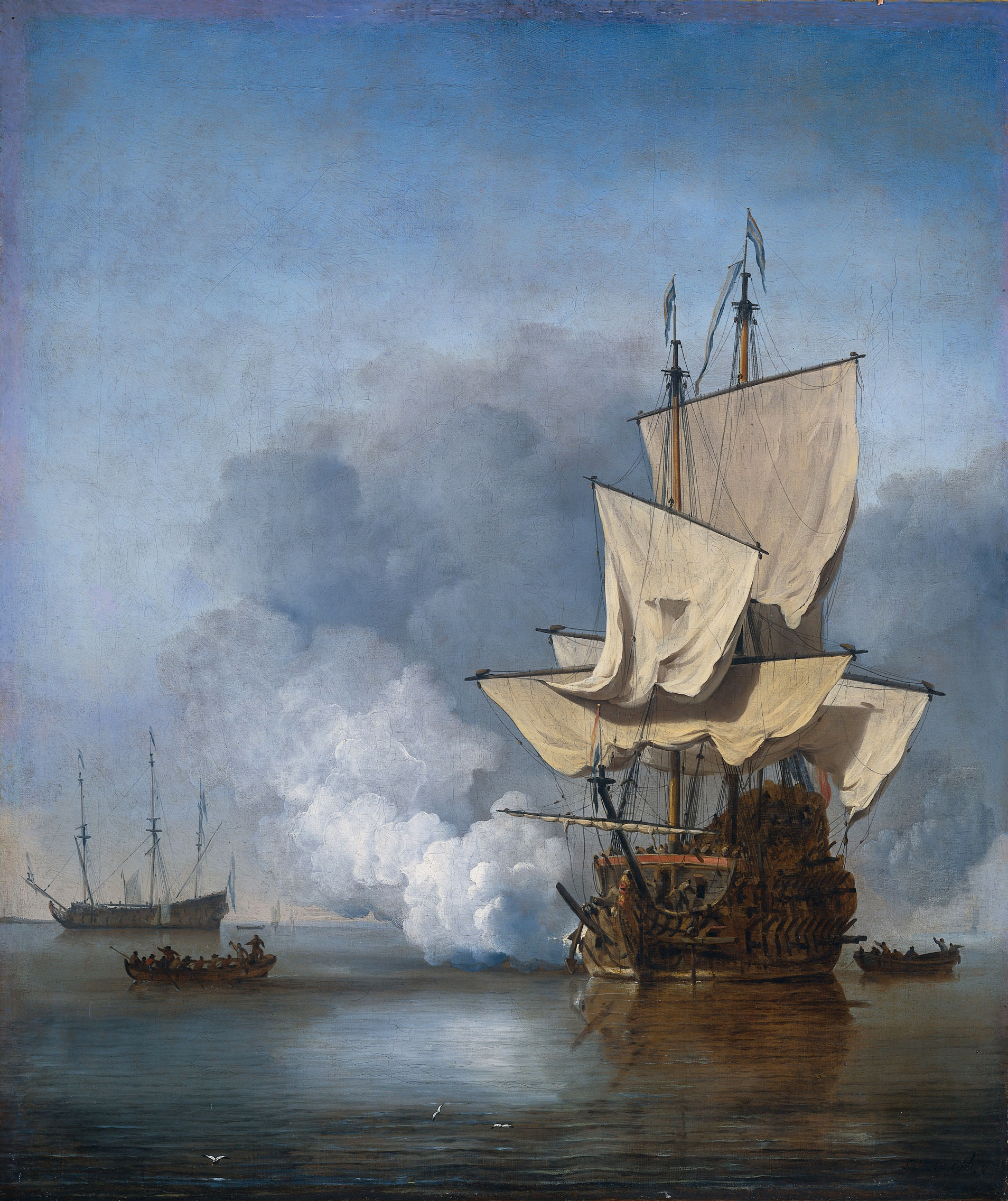
Het kanonschot van Willem van de Velde
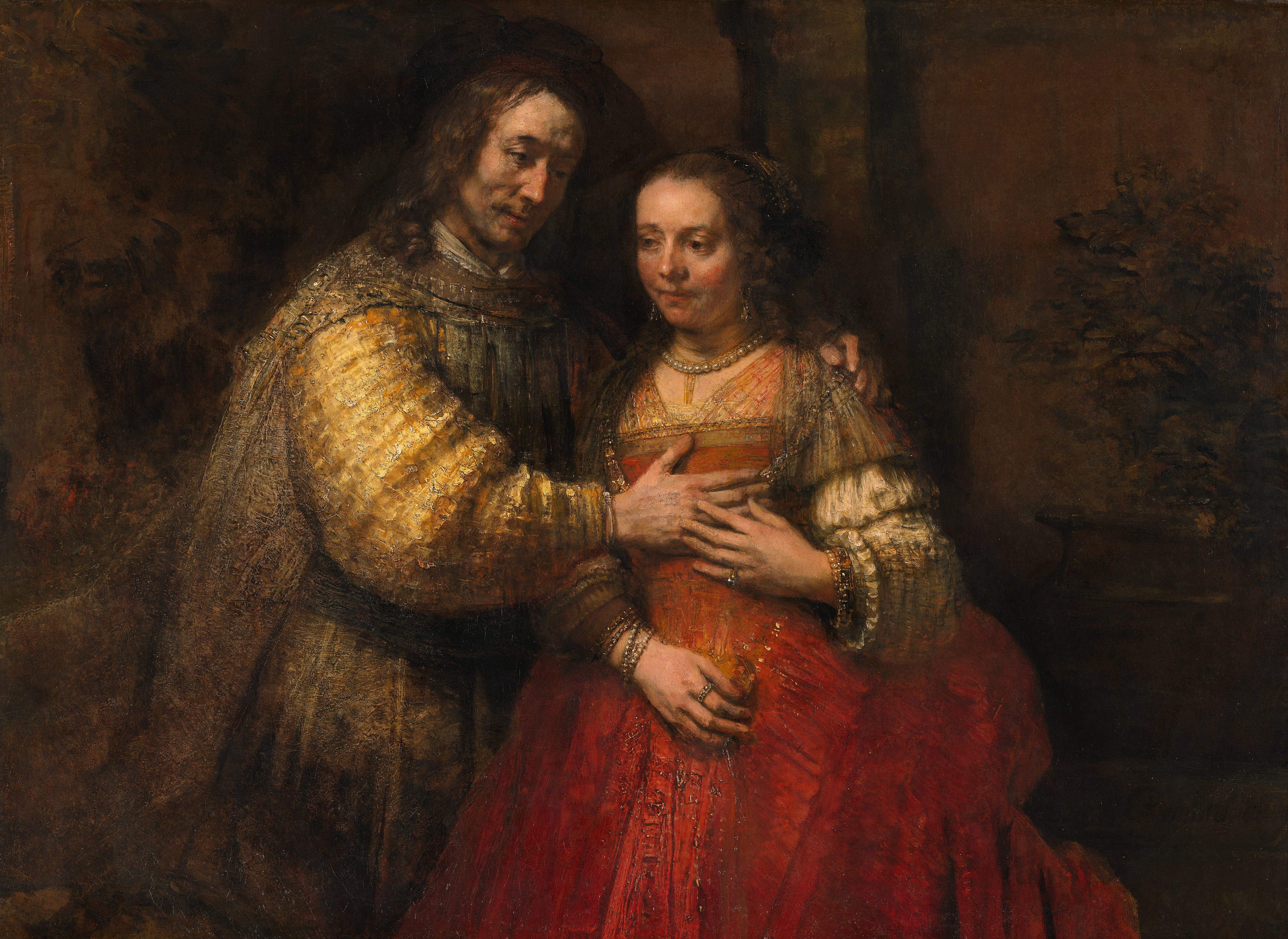
Het Joodse bruidje van Rembrandt van Rijn
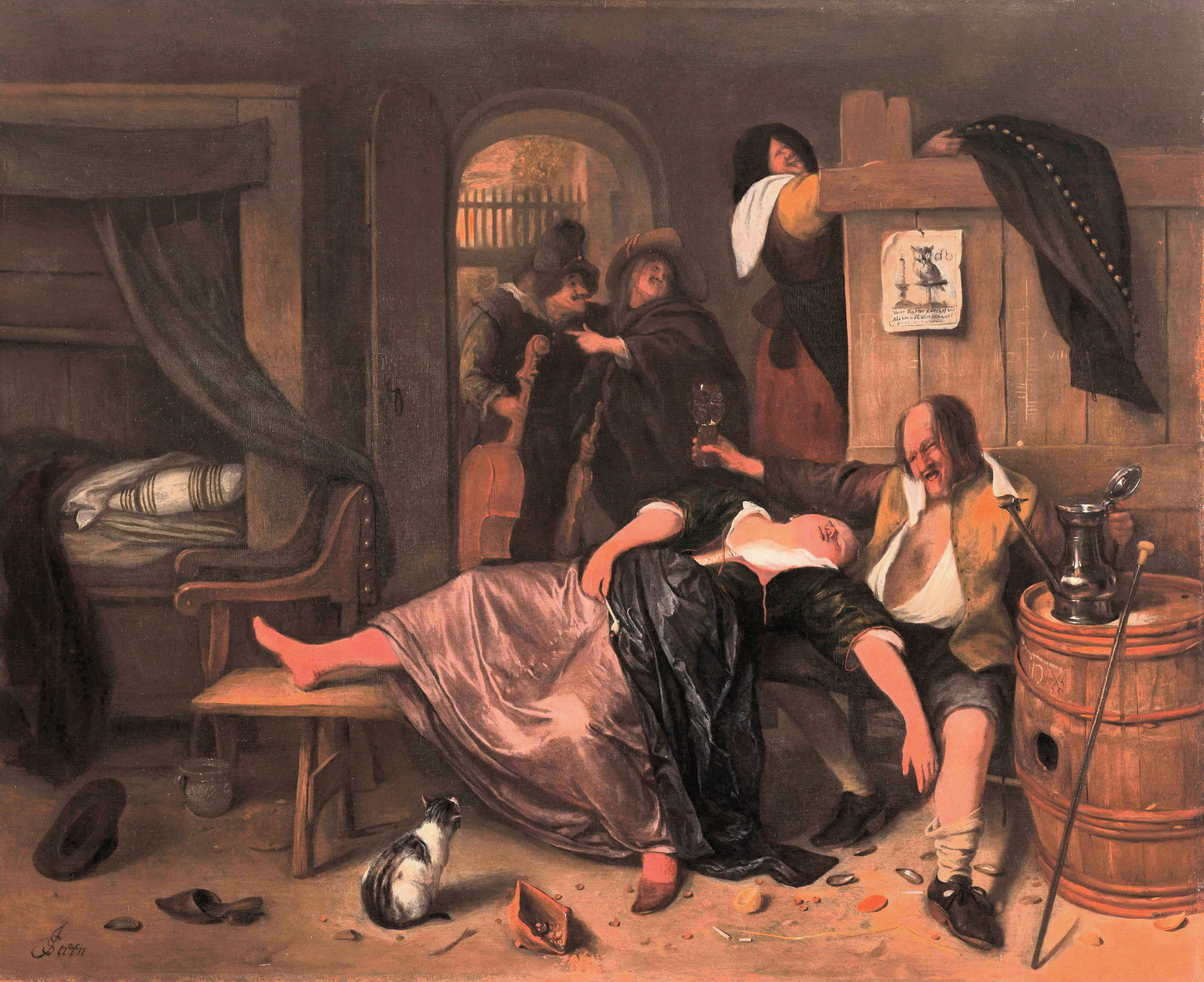
Het dronken paar van Jan Steen
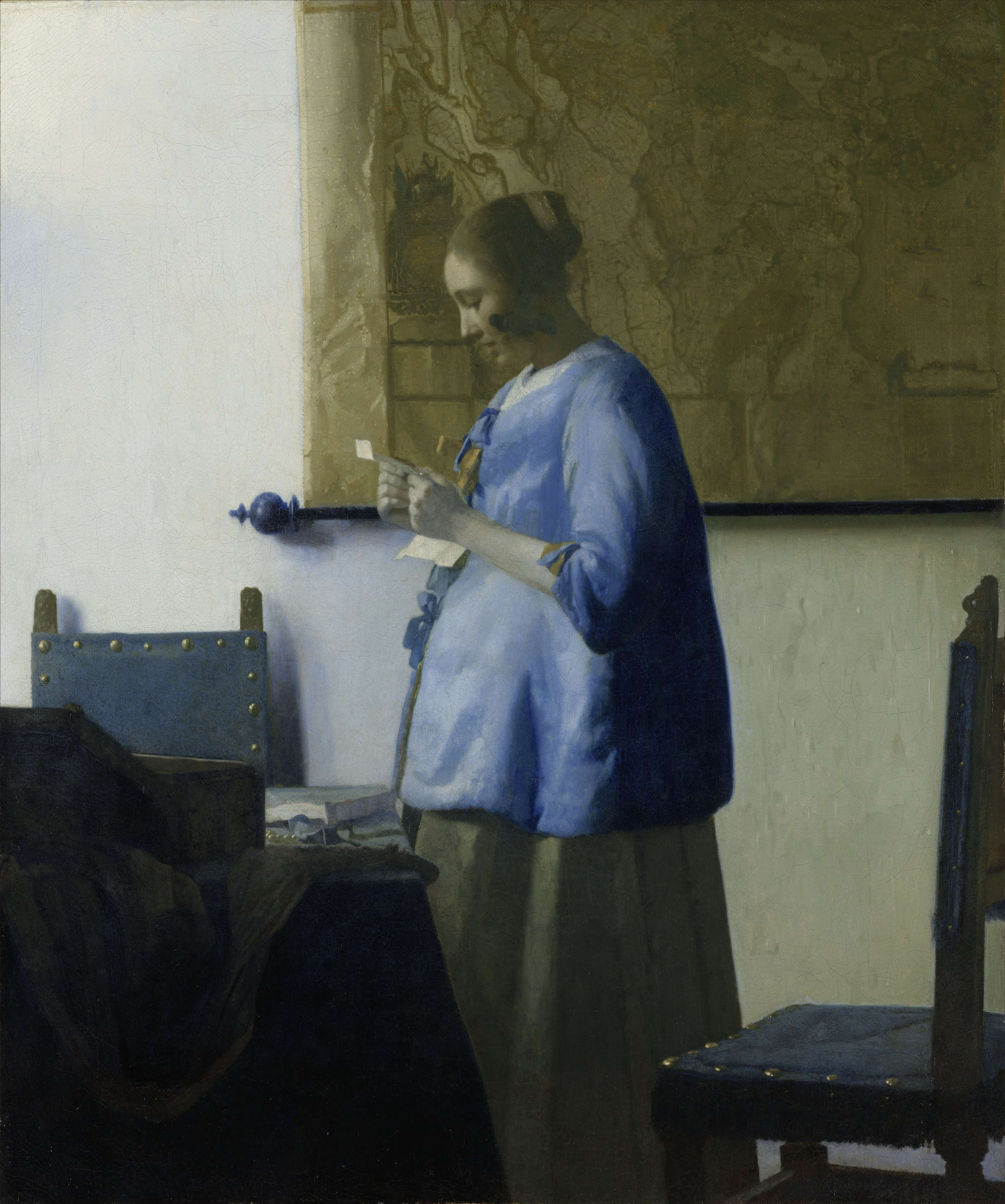
Brieflezende vrouw in het blauw van Johannes Vermeer